# Et spørgsmål om liv eller brød
Et spørgsmål om liv eller brød (engelsk originaltitel Wallace & Gromit: A Matter of Loaf and Death) er en britisk stop motion animationskortfilm fra 2009, der er produceret af Aardman Animations og skabt af Nick Park. Det er den fjerde kortfilm i Walter og Trofast-serien, og den første siden På et hængende hår (1995).
Et spørgsmål om liv eller brød er et mordmysterie, der inkluderer en seriemorder, der dræber bagere. Walter og Trofast driver en bagerforretning, hvor Trofast forsøger at løse sagen før Walter ender som morderens sidste offer. Det er den sidste Walter og Trofast-film før Peter Sallis, der lagde stemme til Walter, gik på pension i 2010, og senere døde i 2017.
Det er en af de mest sete tv-specials i Storbritannien, og den blev rost af anmelderne. Den modtog en nominering til Oscar for bedste korte animationsfilm, og vandt både en BAFTA og en Annie Award for hv. Best Short Animation og Best Animated Short Subject respectively i 2009.